# Hosabettu
Hosabettu é uma vila no distrito de Kasaragod, no estado indiano de Kerala.

## Demografia
Segundo o censo de 2001, Hosabettu tinha uma população de 5916 habitantes. Os indivíduos do sexo masculino constituem 49% da população e os do sexo feminino 51%. Hosabettu tem uma taxa de literacia de 74%, superior à média nacional de 59,5%: a literacia no sexo masculino é de 78% e no sexo feminino é de 70%. Em Hosabettu, 13% da população está abaixo dos 6 anos de idade.